# A don José
A don José es una canción compuesta por el maestro Rubén Lena en honor al prócer oriental José Artigas. Fue registrada en la Biblioteca Nacional el 26 de mayo de 1964 y compuesta en 1961 para un cancionero que Rubén Lena ideó para los niños de la escuela donde ejercía como maestro director.

## Historia
Cuando compuso la canción, Rubén Lena aún no era conocido como compositor y poeta; se desempeñaba como maestro rural en Isla Patrulla, localidad del departamento de Treinta y Tres. La canción surgió por el deseo de Rubén Lena de hallar una composición referida a Artigas que no fuera tan distante como las que había hasta entonces, y que con simplicidad resultara cercana a la gente. Para esto la dotó de sencillez lírica y la compuso en forma de milonga, considerándola el ritmo más tradicional. Fue popularizada por el grupo Los Olimareños.

## Reconocimientos
En 2003 fue oficialmente declarada como Himno Cultural y Popular de la República Oriental del Uruguay mediante la ley Nº 17.698. La canción forma parte de la identidad uruguaya y es cantada en las escuelas públicas, principalmente los 19 de junio, aniversario del natalicio de José Gervasio Artigas y promesa y jura de la bandera en Uruguay. Se encuentra también en el repertorio del Ejército Nacional de Uruguay.
Ha sido interpretada por artistas como Los Olimareños, Alfredo Zitarrosa y Larbanois & Carrero. La banda Pecho e' Fierro hizo una versión en clave rock.